# Мажорное трезвучие
Мажорное (большое) трезвучие — трезвучие, состоящее из большой терции внизу и малой — вверху, между крайними звуками которого образуется интервал чистой квинты. Мажорным трезвучием представлена тоника (основная ладовая функция) мажорного лада.

## Терминология
Хотя термин мажорное трезвучие зачастую употребляется для обозначения любых вертикальных структур описанного типа (независимо от исторической эпохи и склада музыки), это употребление по существу неверно, если оно относится к звуковысотным системам, в которых нет мажорного лада. В анализах многоголосных сочинений эпохи Средних веков (например, Гильома де Машо), где вовсе нет мажорно-минорной тональности, правильней говорить о конкорде терцквинты (созвучии, которое мыслилось составленным из 2 интервалов), а многоголосной музыки эпохи Возрождения, где формируется представление об аккорде, но еще нет мажорного лада (например, в мессах Жоскена Депре), правильней говорить о большом (а не о мажорном) трезвучии.

## Обращения
| Вид              | Название                 | Состав             | Обозначение | Эстрадно-джазовая цифровка |
| ---------------- | ------------------------ | ------------------ | ----------- | -------------------------- |
| Основной вид     | Большое трезвучие        | б. 3 + м. 3 = ч. 5 | Б53         | C53                        |
| Первое обращение | Большой секстаккорд      | м. 3 + ч. 4 = м. 6 | Б6          | C6                         |
| Второе обращение | Большой квартсекстаккорд | ч. 4 + б. 3 = б. 6 | Б64         | C64                        |

Первым обращением большого трезвучия является большой секстаккорд, в котором нижним звуком является терция. Вторым обращением является большой квартсекстаккорд, с квинтой в качестве нижнего звука.
В состав мажорного трезвучия и его обращений входят большая и малая терция, а также чистая кварта.

## Общая информация

Мажорное трезвучие состоит из трёх тонов с целочисленным отношением звуковых частот

Мажорное трезвучие является одним из мажорных аккордов, в состав которых входят звуки, отстоящие от основного тона на большую терцию и чистую квинту. Также мажорными являются большой и малый мажорный септаккорды.
Мажорное трезвучие является диатоническим аккордом и строится на I, IV и V ступенях натурального мажора. Эти три трезвучия ярче других выражают ладовые функции, благодаря чему называются главными трезвучиями и обозначаются как и главные ступени: T, S, D. В натуральном миноре также три мажорных трезвучия, которые не находятся на главных ступенях лада, и поэтому называются побочными. В гармоническом мажоре или миноре — всего два мажорных трезвучия.
Сокращенным обозначением мажорного трезвучия является М 53, что соответствует виду аккорда и входящим в его состав интервалам. Согласно системе буквенно-цифровых обозначений аккордов, мажорное трезвучие обозначается с помощью заглавной латинской буквы и необязательной приставки dur, определяющей лад аккорда: например, до-мажорное трезвучие обозначается как C или C-dur.
Мажорное трезвучие является консонантным, так как возникает в результате деления совершенного консонанса (квинты) согласно отношениям арифметической пропорции (4:5:6, большая терция + малая терция).
Мажорное трезвучие, равно как и минорное, является одним из основных элементов тональной музыки Нового времени. В классической музыке считается, что минорное трезвучие звучит мрачнее мажорного, тем не менее мажорное трезвучие является устойчивым и не требующим разрешения.

### Таблица мажорных трезвучий
| Аккорд | Основной тон | Большая терция | Чистая квинта |
| ------ | ------------ | -------------- | ------------- |
| C      | C            | E              | G             |
| C♯     | C♯           | E♯             | G♯            |
| D♭     | D♭           | F              | A♭            |
| D      | D            | F♯             | A             |
| D♯     | D♯           | F              | A♯            |
| E♭     | E♭           | G              | B             |
| E      | E            | G♯             | H             |
| F      | F            | A              | C             |
| F♯     | F♯           | A♯             | C♯            |
| G♭     | G♭           | B              | D♭            |
| G      | G            | H              | D             |
| G♯     | G♯           | H♯             | D♯            |
| A♭     | A♭           | C              | E♭            |
| A      | A            | C♯             | E             |
| A♯     | A♯           | C              | E♯            |
| B      | B            | D              | F             |
| H      | H            | D♯             | F♯            |